# Jorge Otero Bouzas
Jorge Otero Bouzas (Nigrán, 28 de gener de 1969) és un futbolista gallec, ja retirat, que ocupava la posició de defensa. Va ser internacional amb la selecció espanyola.

## Trajectòria
Otero va sorgir del planter del Celta de Vigo. Després de passar pel filial, el Celta Turista, el 1987 puja al primer equip. Eixe mateix any ja pren la titularitat i disputa 31 partits de la primera divisió.
Va ser una peça clau del seu equip en les set temporades que va militar amb el Celta, dues d'elles a Segona Divisió. La temporada 94/95 fitxa pel València CF, dins d'un ambiciós projecte encapçalat per l'entrenador brasiler Parreira, campió del món pocs mesos abans, però Mestalla va viure una mala campanya, sent només desens de la taula. Otero va participar en 25 ocasions.
La temporada següent el gallec aconsegueix la seua millor posició en Lliga, subcampió amb l'equip valencià. També va ser l'any que més partits jugaria Otero en la competició, fins a 37. La seua aportació baixa a la campanya següent i deixa el València al final de la temporada 97/98.
Entra en la plantilla del Reial Betis, però ja no compta com abans i en els quatre anys que hi passa no supera l'escassa vintena d'aparicions. Amb el Betis descendeix a Segona Divisió, i després d'acompanyar una temporada als bètics en la categoria d'argent, fitxa per l'Atlètic de Madrid, que cercava el retorn a Primera. Ho va aconseguir i Otero continua a l'any següent, la 02/03. Seria el seu últim any a la màxima divisió i amb prou feines estaria present en 16 partits.
El 2003 torna a la Segona, a les files de l'Elx CF, on roman dos anys (46 partits), abans de penjar les botes el 2005.

## Selecció
Otero va disputar nou partits internacionals amb la selecció espanyola, entre 1993 i 1996. També va formar part del combinat espanyol que va acudir al Mundial dels Estats Units 1994 (Otero va jugar dos partits) i a l'Eurocopa d'Anglaterra de 1996 (on va disputar un encontre).